# Spagna ai Giochi della VII Olimpiade
La Spagna ha partecipato ai Giochi della VII Olimpiade di Anversa con una delegazione di 58 atleti tutti uomini, suddivisi su 7 discipline.

## Medagliere

### Per discipline
| Sport  | Oro | Argento | Bronzo | Totale |
| ------ | --- | ------- | ------ | ------ |
| Calcio | 1   | 0       | 1      | 0      |
| Polo   | 1   | 0       | 1      | 0      |
| Totale | 2   | 0       | 2      | 0      |

### Medaglie
| Medaglia | Atleta                                                                      | Sport  | Evento |
| -------- | --------------------------------------------------------------------------- | ------ | ------ |
| Argento  | Spagna                                                                      | Calcio | -      |
| Argento  | Leopoldo de La Maza Justo de San Miguel Alvaro de Figueroa José de Figueroa | Polo   | -      |

## Risultati

### Calcio
| Atleta | Classifica |                   |
| --- | --- | ----------------- |
| V · D · M Nazionale spagnola · Calcio ai Giochi Olimpici Estivi 1920 P Eizaguirre · P Zamora · D Arrate · D Carrasco · D Otero · D Vallana · C Artola · C Belauste · C Eguiazábal · C Sabino · C Samitier · C Sancho · A Acedo · A Moncho Gil · A Pagaza · A Patricio · A Pichichi · A Sesúmaga · A Silverio · A Vázquez · CT : Bru | Argento |                   |
| Nazionale spagnola · Calcio ai Giochi Olimpici Estivi 1920 | |                   |
| P Eizaguirre · P Zamora · D Arrate · D Carrasco · D Otero · D Vallana · C Artola · C Belauste · C Eguiazábal · C Sabino · C Samitier · C Sancho · A Acedo · A Moncho Gil · A Pagaza · A Patricio · A Pichichi · A Sesúmaga · A Silverio · A Vázquez · CT: Bru                                                                       | P Eizaguirre · P Zamora · D Arrate · D Carrasco · D Otero · D Vallana · C Artola · C Belauste · C Eguiazábal · C Sabino · C Samitier · C Sancho · A Acedo · A Moncho Gil · A Pagaza · A Patricio · A Pichichi · A Sesúmaga · A Silverio · A Vázquez · CT: Bru | Spagna (bandiera) |

### Pallanuoto
| Atleta | Classifica                                                                                         |                   |
| --- | -------------------------------------------------------------------------------------------------- | ----------------- |
| V · D · M Nazionale maschile spagnola di pallanuoto · Giochi olimpici - Anversa 1920 L. Gibert · Tusell · Berdomás · Armangué · Vila-Coro · F. Gibert · Granados Gal · Fontanet · CT : - | 6°                                                                                                 |                   |
| Nazionale maschile spagnola di pallanuoto · Giochi olimpici - Anversa 1920 | |                   |
| L. Gibert · Tusell · Berdomás · Armangué · Vila-Coro · F. Gibert · Granados Gal · Fontanet · CT: -                                                                                       | L. Gibert · Tusell · Berdomás · Armangué · Vila-Coro · F. Gibert · Granados Gal · Fontanet · CT: - | Spagna (bandiera) |